# Denninger Kolonie
Die Denninger Kolonie ist eine Siedlung in München.

## Lage
Die Kolonie liegt im Stadtteil Denning im Stadtbezirk 13 Bogenhausen westlich der Ostpreußenstraße zwischen der Denninger Straße im Süden und der Memeler Straße im Norden. Im Westen begrenzen die Westpreußenstraße und ein dahinter liegender Grünzug die Siedlung.

## Geschichte
1920 wurden die Ziegeleien, die zu dem Alten Kernhof gehörten, stillgelegt. Ab 1925 wurde das Gelände in Einzelgrundstücke aufgeteilt und verkauft.
Zunächst entstanden hier kleinere Häuser und Holzhütten, einige Grundstücke wurden zuerst nur als Garten und für die Kleintierhaltung verwendet. Diese einfache Bebauung wurde besonders nach dem Zweiten Weltkrieg zunehmend durch  größere Häuser und Villen ersetzt.

## Beschreibung
Die Denninger Kolonie hat in Nord-Süd-Richtung eine Ausdehnung von etwa 750 m und in Ost-West-Richtung von etwa 400 m. Ihre Fläche beträgt etwa 30 ha.
Auch wenn die heute dort stehenden Häuser nicht mehr die ursprünglichen sind, ist die Siedlung weiter geprägt von Einfamilienhäusern, die von Gärten umgeben sind. Lediglich westlich der Westpreußenstraße stehen Reihenhäuser.